# Charles Frédéric Kettner
Pour les articles homonymes, voir Kettner.
Charles Frédéric Kettner, né à Strasbourg les 20 mai 1844 et mort à Oran le 14 janvier 1899, est un auteur de théâtre alsacien, également poète.

## Biographie
Charles Frédéric Kettner est un auteur alsacien né le 20 mai 1844 à Strasbourg. Il était fils de relieur et commerçant en houblon, puis en vin en Algérie.
Il a publié plusieurs comédies qui font de lui un des auteurs importants du théâtre alsacien du XIXe siècle, dont le style est orienté vers la satire et la farce morale.
Il est mort le 14 janvier 1899 à Oran.

## Œuvres

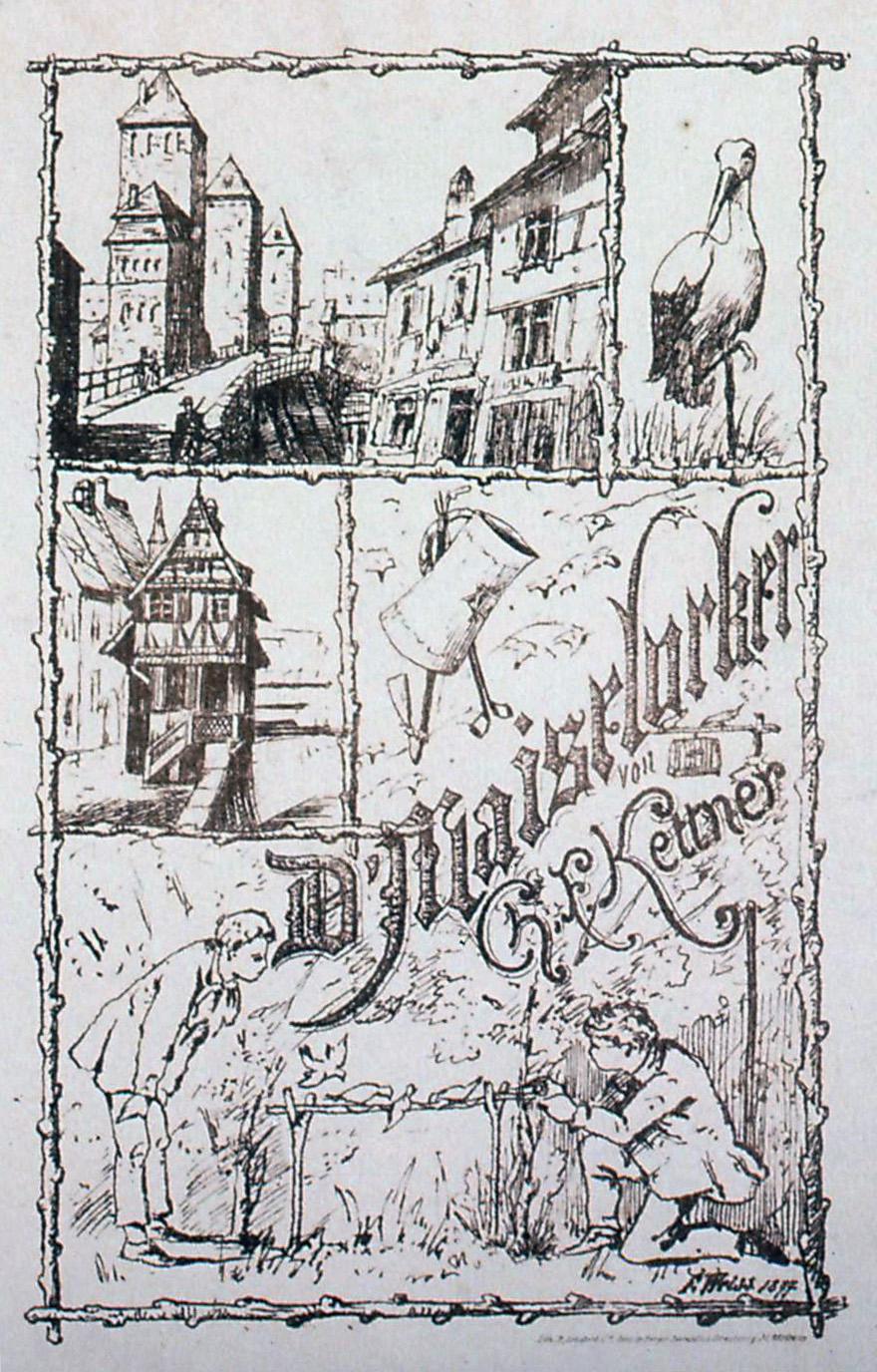
D' Maiselocker (1877).

- D'Maiselocker : Lustspiel in drei Acten 1877. Comédie en trois actes. Faut-il marier sa fille à un banquier et politicien ou au cousin qui revient d'Amérique ? Version numérique.
- M'r bhaupt' es sei bassirt 1878. Comédie en un acte. Le uhlan caché dans le placard est-il l'amant de sa femme... ou de sa fille ? 25 p. : couv. ill. ; 27 cm. Version numérique.
- Stockstaub oder 'sin alli better bsetzt 1878. Comédie en un acte. Le fils prodigue arrive à temps pour sauver l'auberge dont il a failli être déshérité.
- D'linsespalter 1878 environ. Comédie en trois actes. 38 p., couv-ill, 27 cm. Version numérique.
- E Reis' in's Hochgebirj 1881. Comédie bouffe en un acte. Trois compères en Suisse à la chasse à l'ours... qui n'est autre que le fils de l'aubergiste
- Guet vun hie 1894. Recueil de poésie.
- So sin mer halt 1897. Recueil de poésie.
- Uff d'r Hochzyittsreis : Lustspiin el in 1 Akt elsässer Dialekt. Imprimerie Keller-Immerlé, Rouffach. 1923. 16 p. ; 22 cm. Version numérique.